# Forteresse des Vilars
La forteresse des Vilars est un site archéologique de l'Âge du fer situé à 4 km du bourg d'Arbeca (comarque de Garrigues), dans la province de Lérida, en Catalogne, en Espagne,. Il s'agit d'un site unique en Catalogne dans sa conception et son aspect.

## Situation
La forteresse des Vilars est située dans une zone inondable de la rivière Corb, un affluent du Sègre. Elle a été construite dans la plaine, en ignorant les collines plus faciles à défendre, sur le ravin d'Aixaragall, ce qui donnait un contrôle sur les terres alluviales.

## Fouilles
La forteresse a été découverte en 1975, mais le manque de ressources a retardé les fouilles archéologiques jusqu'à ce qu'elles commencent une décennie plus tard.

## Histoire
La forteresse a été construite vers 775 av. J.-C. (début de l'Âge du fer) par la tribu ibère des Ilergetes, appartenant au groupe de la culture des champs d'urnes, du nom de la coutume d'incinérer et d'enterrer les cendres de leurs morts dans des récipients en céramique.  
Elle a été habitée de manière continue pendant environ 450 ans, jusque vers 325 av. J.-C., date à laquelle elle est abandonnée brusquement, sans raison identifiée.

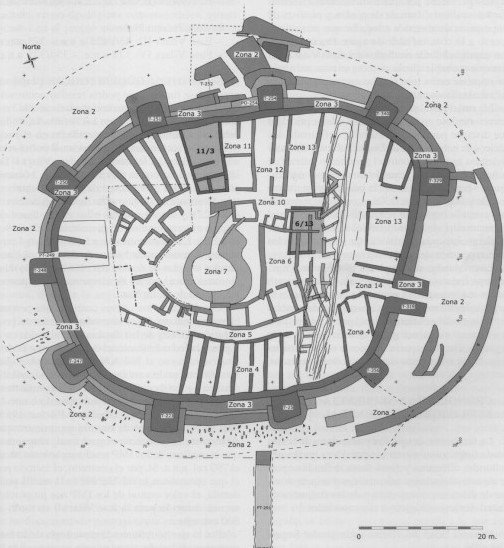
Plan de la forteresse

## Description
De forme ovale, la forteresse est structurée autour d'une citerne d'eau qui occupe le centre d'une place, autour de laquelle s'élèvent des habitations de forme rectangulaire. L'ensemble du complexe est entouré d'un mur de 5 m de large et de 5 m de haut, avec 12 tours semi-circulaires et un fossé inondable de 15 m de large et 4 m de profondeur, dans lequel s'ouvrent deux petites portes d'accès. La forteresse pouvait accueillir un peu plus d'une centaine de personnes.
Autour de l'ensemble se trouvait une barrière de pierres enfoncées dans le sol, un système défensif appelé cheval de frise, qui empêchait le passage à pied ou à cheval. Ces caractéristiques défensives le rendaient presque imprenable.

## Protection
En 1998, la forteresse des Vilars a été déclarée Bien culturel d'intérêt national, dans la catégorie Zone archéologique, par la généralité de Catalogne. Elle fait partie de la Route des Ibères.

## Galerie

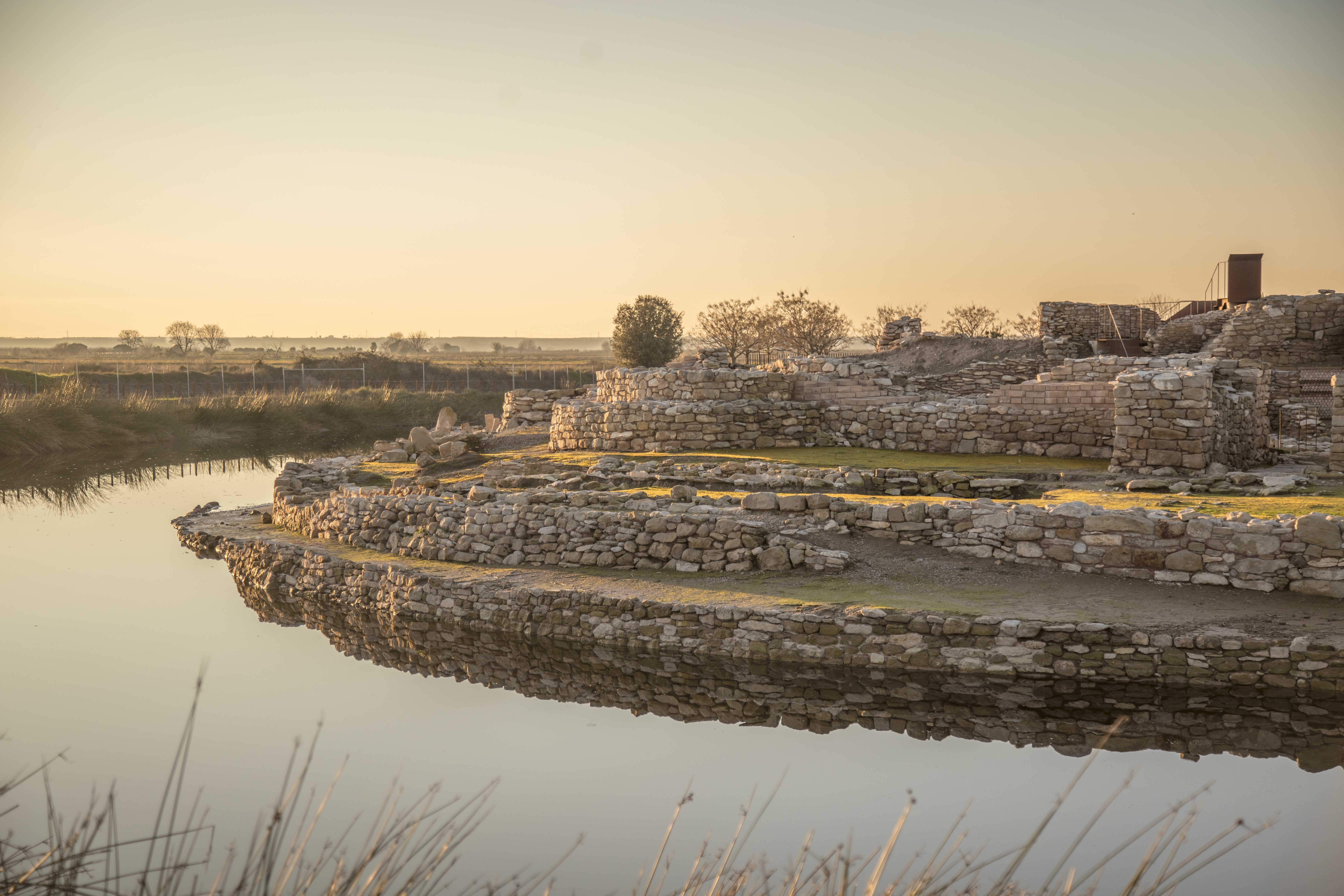
Les douves
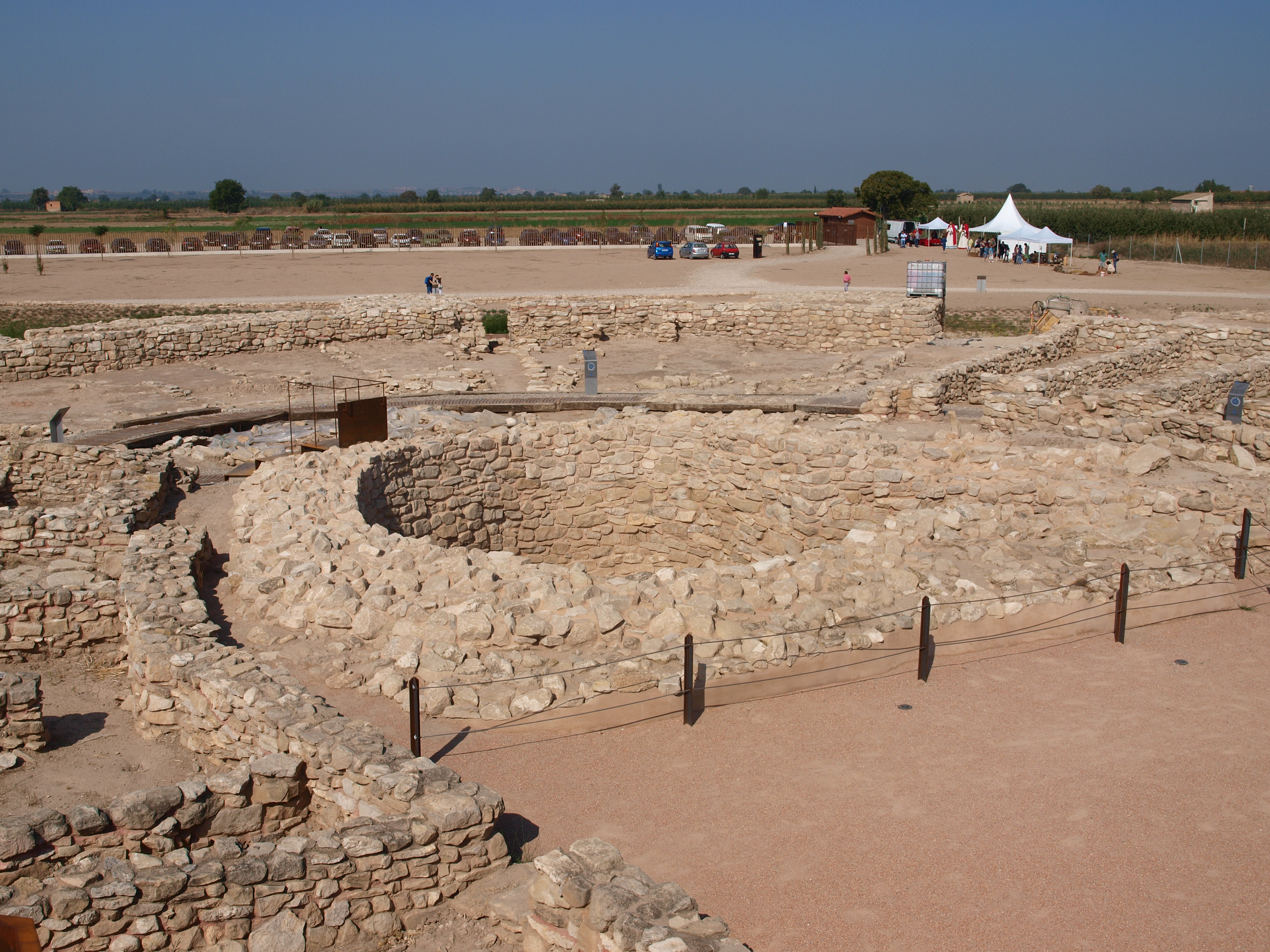
La citerne centrale
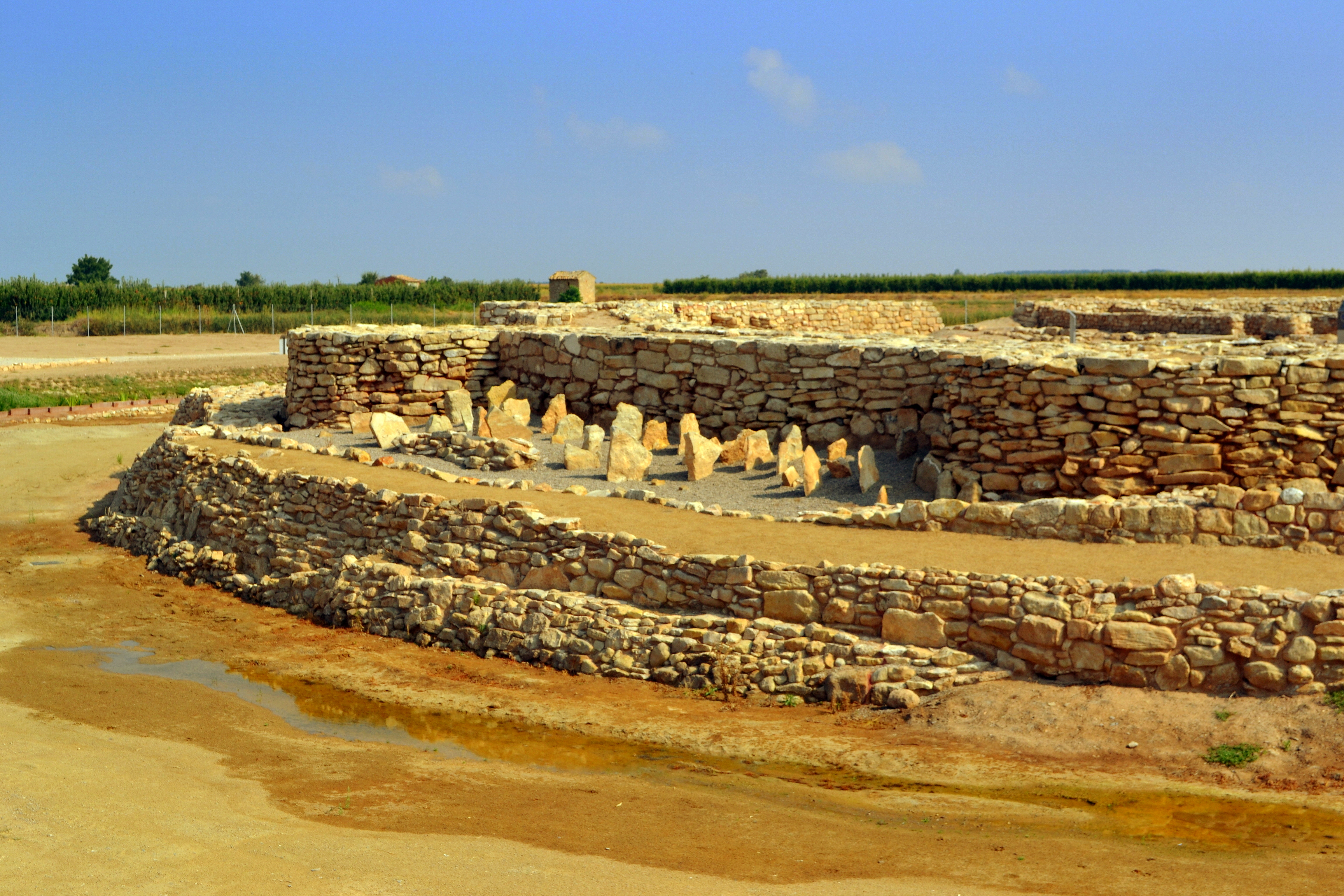
Les chevaux de frise
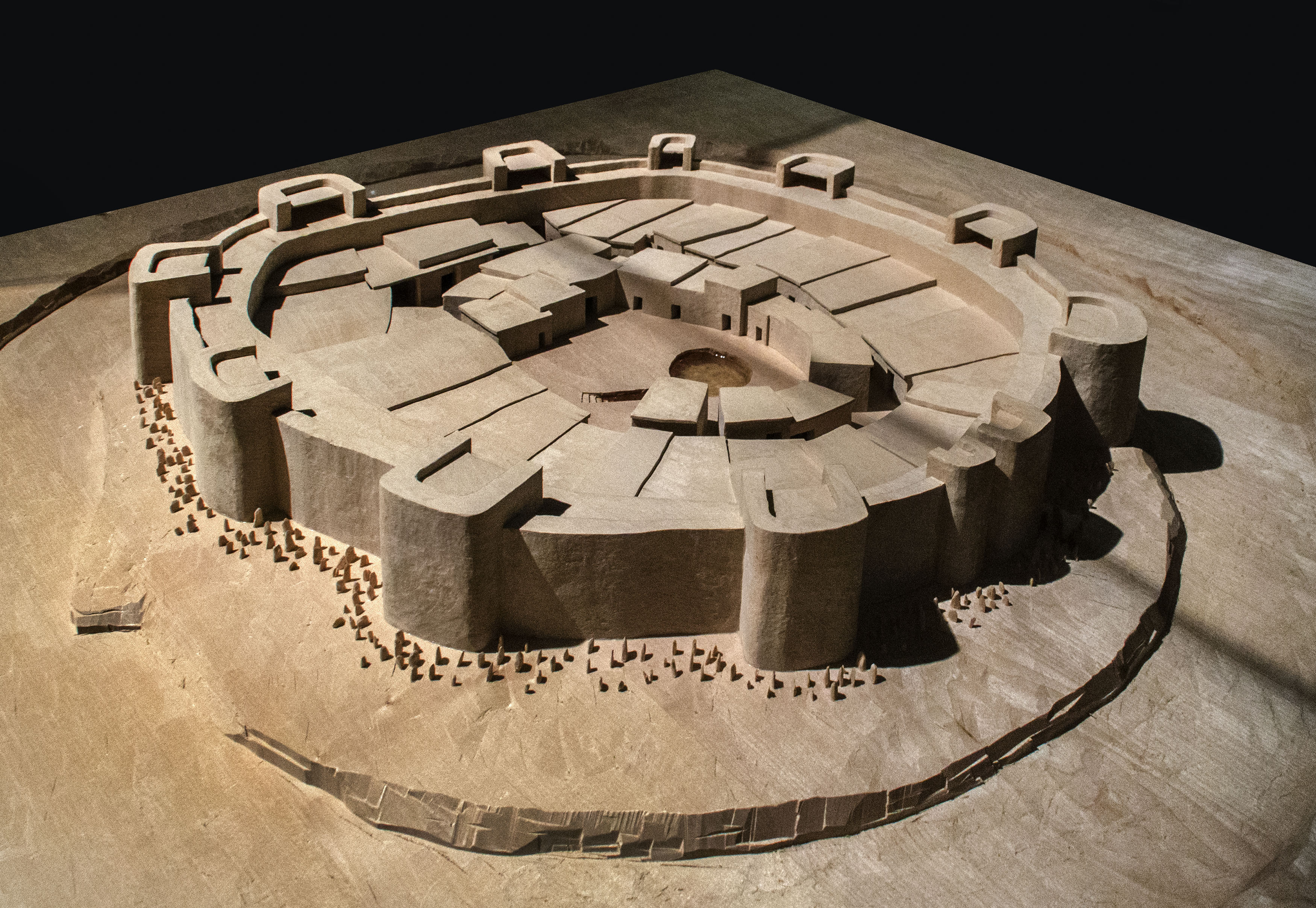
Maquette de la forteresse (Musée de Lleida)